# Prezydenci Burundi

## Legenda
- pełniący obowiązki
- w opozycji

| #                                          | Prezydent                        | Portret             | Kadencja                          | Kadencja                             | Przynależność etniczna | Partia polityczna | Partia polityczna |
| #                                          | Prezydent                        | Portret             | Od                                | Do                                   | Przynależność etniczna | Partia polityczna | Partia polityczna |
| ------------------------------------------ | -------------------------------- | ------------------- | --------------------------------- | ------------------------------------ | ---------------------- | ----------------- | ----------------- |
| 1                                          | Michel Micombero (1940–1983)     |                     | 28 listopada 1966                 | 1 listopada 1976 (usunięty z urzędu) | Tutsi                  |                   | wojskowy / UPRONA |
| 2                                          | Jean-Baptiste Bagaza (1946–2016) |                     | 1 listopada 1976                  | 3 września 1987 (usunięty z urzędu)  | Tutsi                  |                   | wojskowy / UPRONA |
| 3                                          | Pierre Buyoya (1949–2020)        |                     | 3 września 1987                   | 10 lipca 1993                        | Tutsi                  |                   | wojskowy / UPRONA |
| 4                                          | Melchior Ndadaye (1953–1993)     |                     | 10 lipca 1993                     | 21 października 1993 (zamordowany)   | Hutu                   |                   | FRODEBU           |
| –                                          | François Ngeze (1947–)           |                     | 21 października 1993              | 27 października 1993                 | Hutu                   |                   | wojskowy / UPRONA |
| –                                          | Sylvie Kinigi (1953–)            |                     | 27 października 1993              | 5 lutego 1994                        | Tutsi                  |                   | UPRONA            |
| 5                                          | Cyprien Ntaryamira (1955–1994)   |                     | 5 lutego 1994                     | 6 kwietnia 1994 (zamordowany)        | Hutu                   |                   | FRODEBU           |
| 6                                          | Sylvestre Ntibantunganya (1956–) |                     | 6 kwietnia 1994                   | 1 października 1994                  | Hutu                   |                   | FRODEBU           |
| 6                                          | Sylvestre Ntibantunganya (1956–) | 1 października 1994 | 25 lipca 1996 (usunięty z urzędu) |                                      | Hutu                   |                   | FRODEBU           |
| (3)                                        | Pierre Buyoya (1949–2020)        |                     | 25 lipca 1996                     | 11 czerwca 1998                      | Tutsi                  |                   | UPRONA            |
| (3)                                        | Pierre Buyoya (1949–2020)        | 11 czerwca 1998     | 30 kwietnia 2003                  |                                      | Tutsi                  |                   | UPRONA            |
| 7                                          | Domitien Ndayizeye (1953–)       |                     | 30 kwietnia 2003                  | 26 sierpnia 2005                     | Hutu                   |                   | FRODEBU           |
| 8                                          | Pierre Nkurunziza (1963–2020)    |                     | 26 sierpnia 2005                  | 8 czerwca 2020 (zmarł na urzędzie)   | Hutu                   |                   | CNDD–FDD          |
| od 8 do 9 czerwca 2020 wakat na stanowisku |                                  |                     |                                   |                                      |                        |                   |                   |
| –                                          | Pascal Nyabenda (1966–)          |                     | 9 czerwca 2020                    | 18 czerwca 2020                      | Hutu                   |                   | CNDD–FDD          |
| 9                                          | Evariste Ndayishimiye (1968–)    |                     | 18 czerwca 2020                   | nadal urzęduje                       | Hutu                   |                   | CNDD–FDD          |